# Tường Vi
Tường Vi (19 tháng 8 năm 1938 – 11 tháng 5 năm 2024) là một ca sĩ, sĩ quan Quân đội nhân dân Việt Nam hàm Trung tá, nổi tiếng với các ca khúc cách mạng và dân ca. Ngoài ra, Tường Vi còn là một nhạc sĩ với tác phẩm nổi tiếng như "Phi đội ta xuất kích", "Quê hương anh là biển cả". Bà đã được Nhà nước Việt Nam phong tặng danh hiệu Nghệ sĩ Nhân dân vào năm 1993.

## Tiểu sử
Tường Vi, tên khai sinh là Trương Tường Vi, sinh ngày 19 tháng 8 năm 1938 tại thị xã Tam Kỳ (nay là thành phố Tam Kỳ), tỉnh Quảng Nam. Tên của bà được đặt theo tên của loài hoa tường vi. Ông bà ngoại của bà là phú nông, cha là nhà giáo. Năm 16 tuổi, sau khi bà ngoại qua đời vì bị trúng bom của Pháp, Tường Vi nhập ngũ rồi trở thành y tá tại Viện quân y 108. Năm 1954, sau khi hiệp định Genève được ký kết, Tường Vi theo đoàn bộ đội của Khu 5 tập kết ra miền Bắc. Năm 1956, bà chuyển sang đoàn ca múa Tổng cục chính trị và bắt đầu được học thanh nhạc.
Năm 1962, bà được kết nạp vào Đảng Lao động Việt Nam (nay là Đảng Cộng sản Việt Nam), cùng năm bà thi đỗ vào khoa thanh nhạc tại Nhạc viện Hà Nội và tốt nghiệp vào năm 1967. Sau đó, bà còn theo học một lớp sáng tác ngắn hạn do Bộ Văn hóa Thông tin tổ chức. Năm 1974, bà theo học 4 năm tại Nhạc viện Sofia, Bulgaria.

### Sự nghiệp
Trong giai đoạn Chiến tranh Việt Nam, bà đã theo đoàn văn công đi biểu diễn nhiều nơi trên các chiến trường. Tường Vi nổi tiếng với nhiều ca khúc trên sóng phát thanh của Đài Tiếng nói Việt Nam, như "Tiếng đàn Ta Lư" (Huy Thục), "Cô gái vót chông" (Hoàng Hiệp), "Em là hoa Pơ Lang" (Đức Minh), "Người con gái sông La" (Doãn Nho), "Cánh chim báo tin vui" (Đàm Thanh), "Người lái đò trên sông Pô Cô" (Cẩm Phong), "Tiếng chim rừng" (Nguyên Nhung), "Xa khơi" (Nguyễn Tài Tuệ), "Áo mùa đông" (Đỗ Nhuận). Đặc biệt, 2 bài hát "Cô gái vót chông" và "Tiếng đàn Ta Lư" được xem là 2 bài hát thành công nhất trong sự nghiệp của bà. Tường Vi còn đi biểu diễn tại nhiều nước như Liên Xô, Ba Lan, Chile, Cuba, Lào. Bà cũng là một trong số ít ca sĩ được nhiều lần biển diễn trước Chủ tịch Hồ Chí Minh. Bà còn đoạt nhiều giải thưởng như Huy chương Vàng tại Liên hoan giọng hát hay toàn quốc (1962). Huy chương Vàng tại liên hoan ca nhạc quốc tế Sofia (1968), Liên hoan nhạc quốc tế Beclin (1969). Bà được đánh giá là sở hữu chất giọng nữ cao, sáng, mang giọng Trung Bộ, làn hơi dài, âm vực rộng, phù hợp với những thể loại nhạc như dân ca, nhạc đỏ. Trong ca khúc "Cô gái vót chông", bà đã sáng tạo thêm một đoạn staccato giả tiếng chim hót rất nổi tiếng, sau này các ca sĩ hát lại bài đều phải hát thêm đoạn này như điều bắt buộc.
Năm 1965, sau khi được đi thực tế trên Sân bay Đa Phúc để gặp các phi công sau sự kiện người phi công đầu tiên của Quân đội nhân dân Việt Nam bắn rơi máy bay phản lực của Không quân Hoa Kỳ trên cầu Hàm Rồng, Tường Vi đã sáng tác ca khúc "Phi đội ta xuất kích", sau này đã trở thành 1 trong 10 bài hát truyền thống của Lực lượng Vũ trang nhân dân Việt Nam. Ngoài tác phẩm trên, Tường Vi còn sáng tác nhiều ca khúc khác như "Quê hương anh là biển cả", "Em lắng nghe tiếng đời" và những ca khúc thiếu nhi như "Đời cho em những nốt nhạc vui", "Trái tim ơi đừng buồn". Các tác phẩm này đã đoạt nhiều giải thưởng như: Giải Nhì toàn quốc bài "Phi đội ta xuất kích", giải Ba toàn quốc bài "Quê hương anh là biển cả" (1964). Thời gian sau này, bà làm giảng viên giảng dạy tại Học viện Âm nhạc Quốc gia Việt Nam và từng đào tạo nhiều nghệ sĩ nổi tiếng như Đồng Quang Vinh, Giáng Son, Khánh Thi,... Bà còn là Ủy viên Ban chấp hành Hội Nhạc sĩ Việt Nam (1962–1982). Ủy viên Ban chấp hành Trung ương Liên hiệp các Hội Văn học nghệ thuật Việt Nam (1962–1982).
Năm 1992, sau khi gặp một số trẻ em mồ côi, Tường Vi bắt đầu mở một lớp dạy nhạc cho những trẻ này. Sau đó được sự ủng hộ và quyên góp của nhiều người, bà thành lập Trung tâm Nghệ thuật tình thương. Trung tâm trực thuộc Hội Chữ thập đỏ Việt Nam, với mục đích nuôi dưỡng và đào tạo nghệ thuật cho trẻ em bị khuyết tật, mồ côi. Trung tâm có 3 cơ sở tại Hà Nội, Thành phố Hồ Chí Minh và Đà Nẵng, do Tường Vi làm giám đốc. Những trẻ em tại trung tâm đã được đi biểu diễn nhiều nơi, nhiều em thi đỗ vào các trường nghệ thuật trong cả nước. Hà Chương, một học viên khiếm thị tại đây, đã đỗ thủ khoa Khoa đàn bầu của Nhạc viện Hà Nội, sau này đã trở thành một nhạc sĩ nổi tiếng. Trung tâm Nghệ thuật tình thương của bà cũng là nơi vinh dự đón những chuyến viếng thăm của Đại tướng Võ Nguyên Giáp khi ông còn sống.
Tường Vi được Nhà nước Việt Nam phong tặng danh hiệu Nghệ sĩ ưu tú vào năm 1984, cùng năm, bà được phong hàm Trung tá. Năm 1993, bà được phong tặng danh hiệu Nghệ sĩ nhân dân. Bà còn được Nhà nước khen thưởng Huân chương Quân công hạng Ba, Huân chương Lao động hạng Ba, Huân chương Chiến công hạng Nhì, Huân chương Kháng chiến hạng Nhất và Huy hiệu 60 năm tuổi Đảng. Tường Vi cũng là nghệ sĩ duy nhất có tên trong Từ điển Bách khoa Quân sự Việt Nam, xuất bản năm 1996.
Sau khi nghỉ hưu, Tường Vi sinh sống tại Khu Văn công Mai Dịch, Hà Nội. Một thời gian sau thì chuyển về Đà Nẵng sinh sống và qua đời vào ngày 11 tháng 5 năm 2024, sau một thời gian bạo bệnh.

## Đời tư
Tường Vi đã kết hôn với nhạc sĩ Trần Chương, hai người ly dị sau cuộc hôn nhân kéo dài 20 năm. Bà có một người con trai là nhạc sĩ Trần Hùng (sinh 1967), từng sinh sống tại Mĩ và từng là chồng của ca sĩ Ngọc Anh.